# (5901) 1986 WB1
(5901) 1986 WB1 es un asteroide perteneciente al cinturón de asteroides, región del sistema solar que se encuentra entre las órbitas de Marte y Júpiter, descubierto el 25 de noviembre de 1986 por Zdeňka Vávrová desde el Observatorio Kleť, České Budějovice, República Checa.

## Designación y nombre
Designado provisionalmente como 1986 WB1. 

## Características orbitales
1986 WB1 está situado a una distancia media del Sol de 2,237 ua, pudiendo alejarse hasta 2,505 ua y acercarse hasta 1,968 ua. Su excentricidad es 0,119 y la inclinación orbital 3,685 grados. Emplea 1222,24 días en completar una órbita alrededor del Sol.

## Características físicas
La magnitud absoluta de 1986 WB1 es 14,1. Tiene 4,012 km de diámetro y su albedo se estima en 0,276. 